# Highlands (Carolina del Nord)
Highlands és una població dels Estats Units a l'estat de Carolina del Nord. Segons el cens del 2000 tenia 909 habitants.

## Demografia
Segons el cens del 2000, Highlands tenia 909 habitants, 445 habitatges i 253 famílies. La densitat de població era de 57,9 habitants per km².
Dels 445 habitatges en un 18% hi vivien nens de menys de 18 anys, en un 48,8% hi vivien parelles casades, en un 6,1% dones solteres, i en un 43,1% no eren unitats familiars. En el 36,9% dels habitatges hi vivien persones soles el 15,7% de les quals corresponia a persones de 65 anys o més que vivien soles. El nombre mitjà de persones vivint en cada habitatge era de 2,04 i el nombre mitjà de persones que vivien en cada família era de 2,66.
Per edats la població es repartia de la següent manera: un 16,4% tenia menys de 18 anys, un 5,4% entre 18 i 24, un 19,9% entre 25 i 44, un 33,4% de 45 a 60 i un 24,9% 65 anys o més.
L'edat mediana era de 51 anys. Per cada 100 dones de 18 o més anys hi havia 84,5 homes.
La renda mediana per habitatge era de 33.750 $ i la renda mediana per família de 46.875 $. Els homes tenien una renda mediana de 31.964 $ mentre que les dones 20.662 $. La renda per capita de la població era de 24.120 $. Entorn del 4,2% de les famílies i el 7,5% de la població estaven per davall del llindar de pobresa.

## Poblacions més properes
El següent diagrama mostra les poblacions més properes.